# Молния-3К
Молния-3К — российский спутник связи двойного назначения, разработанный НПО ПМ. Как и его предшественник КА «Молния-3», построен на базе спутниковой платформы КАУР-2, но со значительными улучшениями. Является переходным аппаратом между спутниками старого поколения на базе КАУР-2 и новыми спутниками «Меридиан».

## Предназначение
Космический аппарат «Молния-3К» был создан НПО ПМ в целях поддержания орбитальной группировки ЕССС-2, которая использует спутники «Молния-3» и «Радуга» для нормального функционирования. В добавление к этому, на нём отрабатывалось новое оборудование, впоследствии установленное на КА «Меридиан». Новый ретранслятор был разработан на отечественной перспективной элементной базе и изготавливается в Ижевске.

## Конструкция
КА «Молния-3К» это последний КА, построенный на базе космической платформы КАУР-2. В то же время, в разработке нового спутника были использованы технические решения, реализованные и отработанные на геостационарных спутниках нового поколения. По сравнению с базовой КАУР-2, внутренние изменения коснулись практически всех бортовых систем КА.
Классическая КАУР-2 состоит из цилиндрического гермоотсека со служебной и ретрансляционной аппаратурой, на котором крепятся шесть откидывающихся панелей солнечных батарей. Система электропитания на новом спутнике была переработана и на ней используются никель-водородные аккумуляторы с регламентированным самозарядом, фотопреобразователи с легирующими добавками, а также комплекс автоматики управления источниками энергии и стабилизаторов напряжения нагрузки. Таким образом, благодаря новому контуру, автономность функционирования КА увеличена до 30-и суток.
Также на цилиндрическом гермоотсеке крепится двигательная установка коррекции, имеющая форму усеченного конуса, антенны, внешние радиаторы системы терморегулирования, исполнительные органы и шар-баллоны с запасами азота системы ориентации. На новой модели в системе коррекции вместо классического КДУ-414 используется новая двухкомпонентная двигательная установка с двигателем НИИМаш, обеспечивающая высокую точность и имеющая повышенный ресурс.
После выведения на рабочую орбиту, корпус спутника ориентируется продольной осью на Солнце, а антенны, установленные на выносной штанге, независимо наводятся на Землю. В отличие от КА «Молния-3», на новом спутнике установлены приборы ориентации на Солнце и Землю на новых комплектующих элементах, создан микропроцессорный блок управления, позволяющий реализовать самодиагностику в системе и обход неисправностей.
Масса КА в начале эксплуатации составляла 1780 кг. Мощность системы электропитания в конце срока активного существования равна 1400 Вт. Кроме того, по сравнению с КА «Молния-3», был увеличен ресурс спутника до 5 лет.

## Группировка «Молния-3»
КА «Молния-3К» используется в стандартной группировке КА «Молния-3». Начиная с 1983 года, полная группировка КА «Молния-3» состояла из восьми аппаратов на высокоэллиптических 12-часовых орбитах «Молния» с апогеем в Северном полушарии (высота апогея около 40 тыс. км и перигея около 500 км). КА были разделены на четыре пары, в каждой из которых спутники двигались вдоль одной наземной трассы с интервалом в 6 час друг за другом. Трассы пар были смещены друг относительно друга на 90° по долготе, то есть 8 спутников обеспечивали покрытие во всём мире. Апогеи суточных витков КА первой группы находились над территорией Центральной Сибири и над Северной Америкой, а у КА второй группы — над Западной Европой и Тихим океаном. В период связи КА находились очень высоко над территорией СССР и, таким образом, являлись весьма слабо перемещающимися объектами относительно наземных станций. Это упрощало процесс наведения и удержания их антенн.

## Список запусков КА «Молния-3К»
Всего было произведено два запуска КА «Молния-3К». Аппарат запущенный в 2005 году был потерян в результате аварии ракеты-носителя, поэтому в настоящее время в группировке используется лишь один КА «Молния-3К».
| 1 | Молния-3К № 11Л | 20.07.2001 | Плесецк | 2001-030A | 26867 | 19.12.2016 |                                             |
| 2 | Молния-3К № 12Л | 21.06.2005 | Плесецк |           |       |            | Потерян в результате аварии ракеты-носителя |